# Xã Wesley, Quận Kossuth, Iowa
Xã Wesley (tiếng Anh: Wesley Township) là một xã thuộc quận Kossuth, tiểu bang Iowa, Hoa Kỳ. Năm 2010, dân số của xã này là 540 người.